# 312 г. пр.н.е.
312 (триста и дванадесета) година преди новата ера (пр.н.е.) е година от доюлианския (Помпилийски) римски календар.

## Събития

### В Азия
- Селевк и Птолемей побеждават Деметрий I Полиоркет при Газа.[1]
- Селевк се завръща в управляваните от него провинции Месопотамия и Вавилония, което бележи началото на „Ерата на Селевкидите“.[1]

### В Сицилия
- Агатокъл постига успех срещу Месина, жителите на който го допускат в града като прогонват опоненти му бежанци от Сиракуза, а сам той екзекутира около 600 свои опоненти.[2]
- След това Агатокъл напада и обсажда Акраг в нарушение на договора от 314 г. пр.н.е., но е принуден да отстъпи след като 60 картагенски кораба пристигат в помощ на обсадените. Това не го отказва и той напада картагенската територия в Сицилия като завладява редица градове. Картагенците изпращат войска която окупира стратегически важната планина Екном, на западния бряг на южното течение на река Химера. Опитите на Агатокъл да въвлече тази армия в сражение не успяват, защото картагенците предпочитат да изчакат допълнителни подкрепления.[2]

### В Римската република
- Консули са Марк Валерий Максим Корвин и Публий Деций Муз.
- Апий Клавдий Цек е цензор с колега Гай Плавций Венокс. Клавдий започва строителството на Виа Апия и Аква Апия, той извършва оспорвана ревизия на броя и членовете на Сената и реформа на трибите като прави неограничен достъпа на част от обществото известна като humiles (бедните граждани и либертините т.е. освободените роби) до всички триби.[3][4]
- Основана е латинска колония в Интерамна.[4]
- Римляните постигат успехи срещу самнитите.[4]

## Починали
- Питон, македонски офицер на Александър Велики